# Sergio Oiarzabal
Sergio Oiarzabal (1973 – 12 de junio de 2010), también conocido como "Txiki", fue un poeta y profesor de Literatura Española bilbaíno. Publicó poemas y colaboraciones en diversos medios de comunicación principalmente del País Vasco y recibió numerosos reconocimientos a su obra poética. En 2003 recibió el Premio Nacional Miguel Hernández y en 2010 publicó su libro Delicatessen Underground: Bilbao Ametzak. El 17 de febrero de 2011, durante un homenaje en memoria del poeta, se presentó el poemario póstumo Traductor de sueños por Babilonia, publicado por la editorial Masmédula.

## Obras
- Por mucho que quiera el misterio (Bermingham Editorial, 2002)
- Flammis Acribus Addictis (2005)
- Delicatessen Underground: Bilbao Ametsak (Masmédula Ediciones 2008)
- Traductor de sueños por Babilonia (Masmédula Ediciones 2011)

## Premios
- Iparragirre Saria (1995, 1999 y 2001)
- Asociación Artística Vizcaína (1996 y 1997)
- Universidad de Deusto, San Sebastián (1999, 2001)
- Universidad de Deusto, Bilbao (2000, 2001 y 2002)
- Premio Nacional Miguel Hernández 2003 por Flammis Acribus Addictis
- Mención extraordinaria en el Concurso Mundial de Poesía Erótica (Perú, 2008)
- Finalista en el concurso La Voz + Joven Obra Social Cajamadrid 2008